# Ken Calvert
Kenneth Stanton Calvert, detto Ken (Corona, 8 giugno 1953), è un politico statunitense, membro della Camera dei Rappresentanti per lo stato della California dal 1993.

## Biografia
Nato e cresciuto in California, dopo gli studi Calvert lavorò come assistente del deputato Victor Veysey.
Membro del Partito Repubblicano, nel 1982 si candidò alla Camera dei Rappresentanti ma venne sconfitto nelle primarie da Al McCandless. Dieci anni dopo Calvert si ricandidò e riuscì a vincere le primarie, per poi sconfiggere di misura nelle elezioni generali il candidato democratico Mark Takano. Negli anni successivi Calvert venne sempre riconfermato deputato dagli elettori, pur cambiando distretto congressuale.
Ideologicamente Calvert si configura come un repubblicano conservatore.